# Gerbillus stigmonyx
Gerbillus stigmonyx is een zoogdier uit de familie van de Muridae. De wetenschappelijke naam van de soort werd voor het eerst geldig gepubliceerd door Heuglin in 1877.

## Voorkomen
De soort komt voor in Soedan.